# Przekraskowate

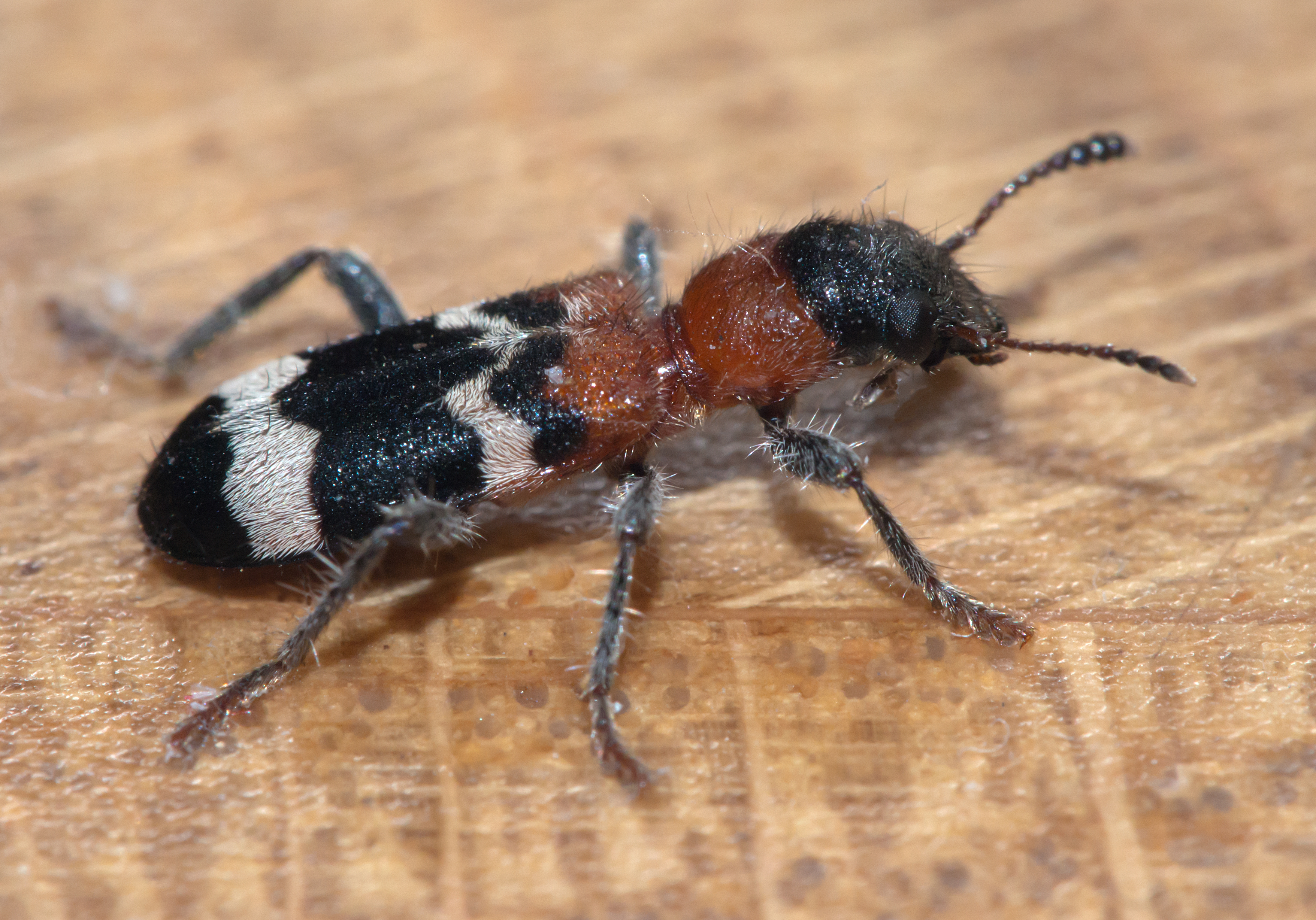
przekrasek mróweczka

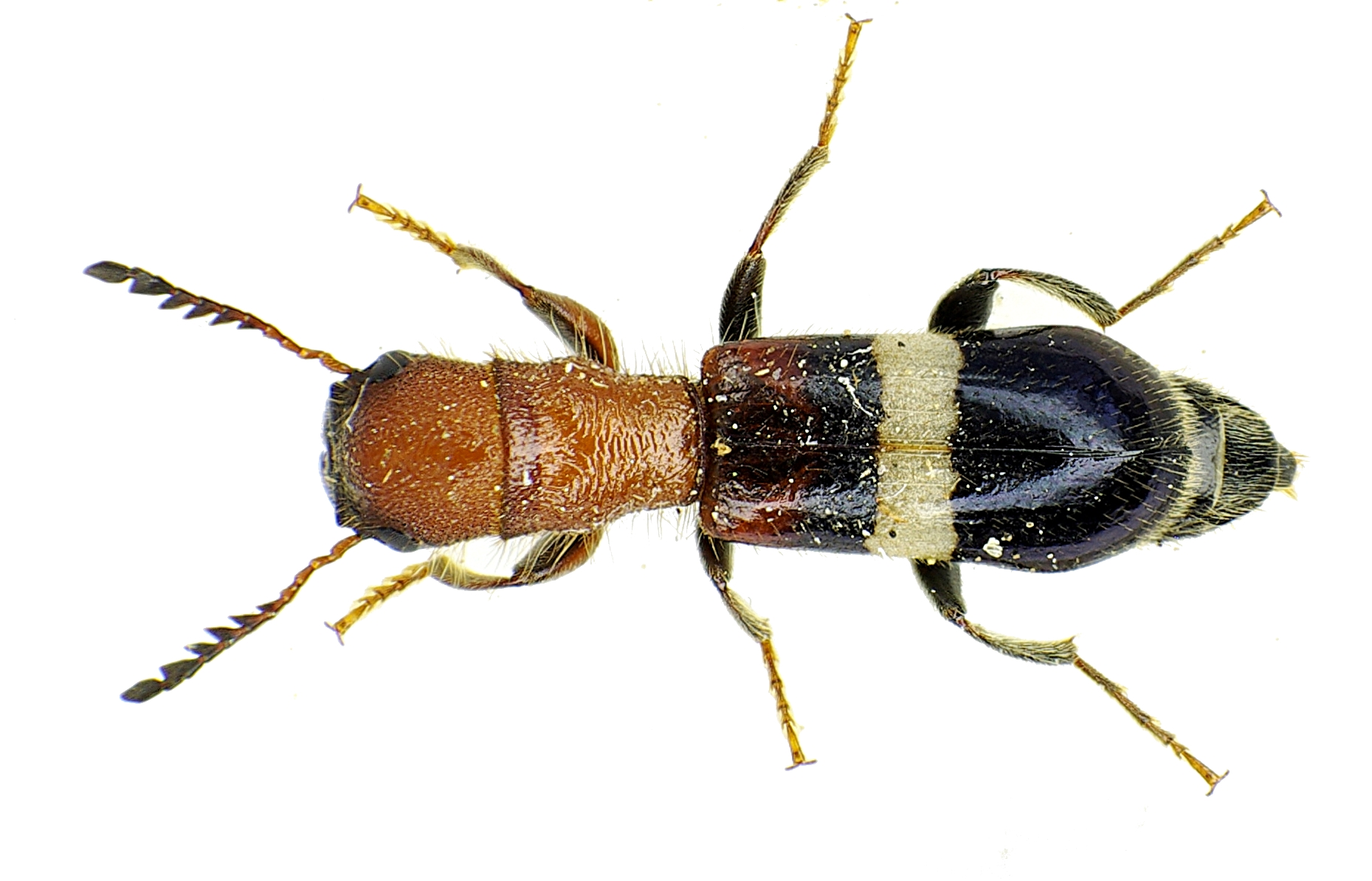
Denops albofasciatus

Przekraskowate (Cleridae) – rodzina owadów z rzędu chrząszczy obejmująca około 4000 gatunków.

## Taksonomia
Takson wprowadzony został w 1802 roku przez Pierre’a-André Latreille.

## Opis
Ciało wydłużone, rzadziej wypukłe, pokryte zwykle gęstym, odstającym owłosieniem, rzadziej nagie, często jaskrawo, kontrastowo ubarwione. Czułki ulokowane przed lub pomiędzy oczami, złożone z 8-11 członów, piłkowane lub zwieńczone 3-członową buławką. Przedplecze u nasady zwężone. Panewki bioder odnóży środkowych szeroko otwarte z tyłu. Odnóża długie. Zapiersie dłuższe od śródpiersia i przedpiersia, a episternity zatułowia wyraźnie oddzielone. Pokrywy wyraźnie punktowane, o dobrze zaznaczonym guzie barkowym, przykrywające zazwyczaj cały odwłok. Tylne skrzydła rozwinięte, zdatne do lotu. Na odwłoku widoczne 5 lub 6 sternitów. Paramery samców zrastające się wokół penisa.

## Biologia i ekologia
Przeważająca większość gatunków jest drapieżna, zarówno jako imagines, jak i larwy, polującymi na ksylofagi. Niektóre są wyspecjalizowane, np. przekrasek mróweczka (Thanasimus formicarius) żywi się kornikami, a przedstawiciele rodzaju Tilius kapturnikami. Mniejszą grupę stanowią gatunki nekrofagiczne, odżywiające się zarówno owadami padlinożernymi, jak i samą padliną, zwietrzałymi kośćmi, skórą martwych zwierząt. Niektóre gatunki zjadają nasiona oleiste i pyłek kwiatowy.

## Rozprzestrzenienie
Zdecydowana większość z nich żyje w klimacie tropikalnym i subtropikalnym oraz w ciepłych rejonach starego i nowego świata. Do fauny palearktycznej należy około 150 gatunków, z których w Polsce występują 23 (zobacz: przekraskowate Polski).

## Systematyka
Rodzinę tę dzieli się na 3 podrodziny, z których jedną na 3 plemiona:
- Tillinae Fischer von Waldheim, 1813
- Hydnocerinae Spinola, 1844
  - Callimerini Kolibáč, 1998
  - Hydnocerini Spinola, 1844
  - Lemidiini Kolibáč, 1998
- Clerinae Latreille, 1802
- Korynetinae Laporte, 1836